# Ippolito Donesmondi

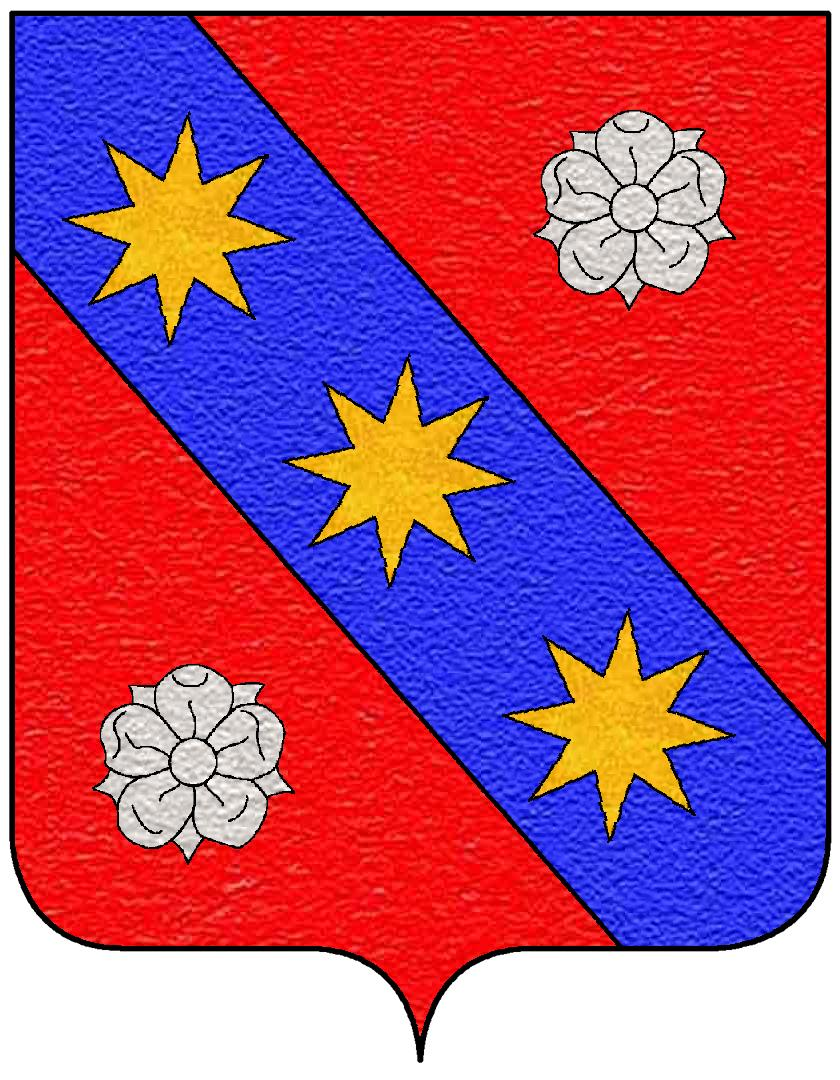
Stemma Donesmondi

Ippolito Donesmondi (Mantova, ... – 1630 circa) è stato un religioso e letterato italiano.

## Biografia
Membro della nobile famiglia mantovana dei Donesmondi, appartenne all'Ordine dei frati minori osservanti e fu segretario di Francesco Gonzaga, vescovo di Mantova.

## Opere
- Storia dell'illustre Santuario della Beata Vergine delle Grazie, 1603;[1]
- Istoria ecclesiastica di Mantova, 1613 e 1616;[1][2]
- La vita del venerabile vescovo di Mantova Francesco Gonzaga, 1625.[1]